# Directive d'occupation de l'Allemagne JCS 1779
La Directive d'occupation de l'Allemagne JCS 1779 désigne la directive du Joint Chiefs of Staff (JCS) au Commandant en chef des forces d'occupation américaines en Allemagne. Dans sa révision 1 (JCS 1779/1), elle entre en vigueur le 15 juillet 1947, remplaçant la directive JCS 1067/6, en vigueur depuis le mois d'avril 1945. La directive JCS 1779/1 était déjà marquée par le conflit est-ouest. Elle a été remplacée à son tour, le 21 septembre 1949, par le statut d'occupation pour la Trizone ou « petit statut » pour les trois secteurs berlinois.

## Contexte
En avril 1945, Dwight D. Eisenhower applique la directive JCS 1067/6 pour les premiers temps suivant la capitulation. L'objectif prioritaire est que l'Allemagne ne soit plus jamais une menace pour la paix dans le monde. La directive vise à éliminer les idées nazies et le militarisme, de punir les criminels de guerre, de réorienter l'industrie vers des produits civils dans un pays démilitarisé et de préparer à une date ultérieure la reconstruction de la vie politique sur des bases démocratiques. 
En avril 1945, Joseph Staline expose devant Milovan Djilas sa conception de l'occupation militaire : « Celui qui  occupe un territoire, détermine aussi son système social. Chacun va mettre en place son système autant que son armée avance. »,. En fait, les puissances occidentales ont dû prendre connaissance du fait que l'Union soviétique a depuis 1944 transformé des états indépendants d'Europe orientale, tels que la Pologne (1944), l'Albanie (1944), la Bulgarie (1944) et la Hongrie (1945), ainsi que, depuis 1945, la zone d'occupation soviétique en pays satellites, et a essayé également en Turquie, en Iran et en Grèce. Un débat a commencé aux États-Unis et au Royaume-Uni, sur la manière de conduire l'évolution de l'Allemagne, comme le prévoient le Plan Morgenthau de manière extrême et la directive JCS 1067/6 sous une forme plus adoucie comme on l'avait fait, avec un réel intérêt en matière d'économie et de politique mondiale . 

## Modification de la politique d'occupation anglo-américaine
Le Général Lucius D. Clay est depuis le mois de mai 1945 adjoint au Commandant en chef des troupes américaines d'occupation en Allemagne et, depuis octobre 1945 adjoint du gouverneur militaire de la zone d'occupation américaine et du secteur américain de Berlin, soutenu par le conseiller en politique étrangère Robert Murphy, déjà depuis le mois d'août 1945, en raison de sa propre connaissance de la situation dans les territoires occupés de l'Allemagne. Il y recommande une interprétation généreuse et complétée de la directive JCS 1067/6 en faveur de la population allemande et affirme « la décision est claire, quand on doit choisir entre le communisme avec 1500 Kcal par jour et les tenants de la démocratie à 1000 Kcal par jour ».
Les préoccupations de Clays sont confirmées par le biais d'enquêtes de l'administration militaire américaine (OMGUS), telles que le Rapport Hoover d'octobre 1945 et le Rapport Byron-Price fin 1945. Le 5 mars 1946, Winston Churchill parle publiquement dans un discours de la propagation de la puissance soviétique derrière le Rideau de fer. Le camp occidental évolue dorénavant dans le cadre de la Guerre froide et promeut une politique d'endiguement, avec la Doctrine Truman de mars 1947. Les deux camps du conflit est-ouest ont essayé de diviser la population de l'Allemagne occupée  chacun de son côté. 
Un changement dans la politique d'occupation de la zone américaine apparaît déjà en mai 1946 avec des conséquences pratiques : les quatre puissances étaient encore d'accord à la fin mars 1946 sur les Plans alliés pour l'industrie allemande après la Seconde Guerre mondiale, en réparation surtout envers l'Union soviétique et la France ; le Président américain Truman décide alors que dorénavant toutes les réparations sont destinées à la zone américaine. La nouvelle ligne de la politique américaine est annoncée et expliquée au public allemand, notamment à travers le Discours de l'Espoir du ministre américain des affaires étrangères James F. Byrnes, le 6 septembre 1946 à Stuttgart, et qui reposait en substance sur un mémoire de Clay. Clay mandate à cette époque l'industriel Lewis Herold Brown, pour fournir un état de la situation économique en Allemagne et formuler des propositions de mesures de la part prise par l'occupation américaine à la reconstruction. Il en a résulté, en 1947, un plan de revitalisation économique des trois zones d'occupation occidentales, l'une des bases du Plan Marshall tout  juste naissant. Le ministre des affaires étrangères américain Marshall a confirmé à son homologue soviétique Molotov pendant la Conférence des Quatre Puissances en mars 1947, la nouvelle stratégie des États-Unis par rapport à l'Allemagne occupée : les États-Unis s'opposent à une politique qui ne laisserait l'Allemagne que comme un bidonville surchargé et une des régions économiques les plus déshéritées au cœur de l'Europe. Le temps est venu d'autoriser les Allemands à former un gouvernement provisoire pour traiter les questions nationales. Fin juin 1947, un rapport est envoyé au département d'état américain, sur le rôle futur de l'Allemagne de l'Ouest : il recommande une révision du plan adopté par les Quatre Puissances sur la limitation de l'industrie allemande (Level of Industry Plan), avec pour objectif la reconstruction de l'économie de marché. Ainsi, l'Allemagne pourrait participer aussi à la reconstruction de l'Europe. Elle serait le promoteur d'un espace économique européen indépendant.

## Adoption de JCS 1779
Dans ce contexte, à Washington des diplomates et des représentants de l'industrie, ainsi que des personnalités politiques et militaires débattent au sein du State-War-Navy Coordinating Committee (en) (SWNCC) d'un texte remplaçant la directive JCS 1067/6. Finalement émerge du Projet SWNCC 327 / 4 la Révision 1 de la Directive JCS 1779 (JCS 1779/1). Après approbation par le président américain  Truman et la confirmation par les ministères de politique étrangère, de la guerre et de la marine, la directive JCS 1779/1 est envoyée par les JCS le 11 juillet 1947, au destinataire, le Général Clay, qui est depuis le 15 mars 1947, gouverneur militaire de la Zone d'occupation américaine et du Secteur américain de Berlin. Le 15 juillet 1947,cette directive entre en vigueur, afin de remplacer JCS 1067/6.

## Contenu
La directive JCS 1779/1 n'interdit plus, comme la directive 1067/6, des mesures de reprise de l'Allemagne (no steps toward the economic réadaptation), et ne met plus au premier plan la punition des Allemands et la réparation par l'Allemagne, mais déclare au contraire à ce sujet que :
« Une Europe en ordre et prospère requiert les contributions économiques d'une Allemagne stable et productive »
même si, en même temps, une résurgence du « militarisme destructeur » est exclue.
Pour cet objectif, la directive JCS 1779/1 contenait plus de dix pages d'explications détaillées et d'ordres au commandant américain de la Zone d'occupation américaine.
Parmi les nouveautés ou les éléments mis davantage en avant par rapport à la précédente directive (JCS 1067), figurent :
- restaurer la primauté du droit dans la justice et l'administration allemandes,
- s'abstenir de mesures arbitraires et de mises sous tutelle,
- promouvoir les installations scientifique, culturelle et religieuse,
- favoriser les échanges avec des organismes scientifiques à l'étranger,
- promouvoir la démocratie par la ré-orientation (au lieu de ré-éducation),
- renforcer les structures dans le secteur privé,
- autoriser des industries d'état, à condition que leur fonctionnement soit nécessaire,
- excepté pour la défense, annulation des restrictions de la production,
- promouvoir la reconstruction des moyens d'approvisionnement,
- prendre en charge les représentations syndicales,
- promotion des échanges avec les pays voisins à l'exception de ceux sous influence soviétique.

En revanche, certaines dispositions de la directive 1067 sont reconduites, mais en partie moins strictes ou relativisées, par exemple :
- la réparation,
- les réparations,
- la fourniture par l'Empire allemand d'un accueil des personnes sans abri,
- le remboursement des biens spoliés (par exemple, des œuvres d'art, or) ou indemnisation,
- la démilitarisation de l'industrie.

Clay a reçu à l'automne 1947, une autre directive, clarifiant et accentuant certains passages de la directive JCS 1779/1 en service et remplaçant d'autres directives datant de 1945 et 1946. Clay y a reçu notamment pour mission, sous réserve qu'aucune communauté ultra-nationaliste ou idée antidémocratique ne naisse et que de ce fait ni la sécurité de l'occupant ni la paix et l'indépendance des autres nations ne sont menacées : 
- de permettre les développements politiques, économique et culturel allemand propres,
- de n'imposer aux Allemands aucune pensée ni comportement de dépendance,
- de promouvoir si possible, des liens étroits entre les allemands et d'autres pays d'Europe occidentale,
- de renforcer la participation politique et économique de l'Allemagne à l'organisation d'un marché libre de l'Europe,
- de rechercher et promouvoir le contact personnel et l'échange d'idées entre les personnalités allemandes de premier plan (leaders) dans tous les champs du débat public, et avec celles d'autres états démocratiques,
- de réduire les conséquences de la division de l'Allemagne,
- d'accompagner tous les efforts constructifs en vue d'une réunification,
- de bien observer la politique et le développement économique dans la Zone soviétique.

## Mesures d'accompagnement
Le plan de limitation de l'industrie allemande est remplacé du côté  des Américains et des Britanniques, le 29 août 1947, par une nouvelle version (Revised Level of Industry Plan). Il faut alors que l'économie allemande dans la Bizone, encore bridée seulement en ce qui concerne les questions militaires, soit en revanche encouragée dans les autres domaines. La modification est nécessaire, parce que sinon, l'Allemagne resterait dépendante du soutien par les forces d'occupation en position, avec un impact négatif sur les pays voisins. Le 3 avril 1948, le président Truman signe l'European Recovery Program (ERP), entré en vigueur sous le nom de Plan Marshall : jusqu'en 1952, comme de nombreux autres pays européens, la Trizone en a bénéficié, à l'exclusion des états dans la sphère d'Influence de l'URSS, y compris la Zone d'occupation soviétique.

## Remplacement
La directive américaine JCS 1779/1 a déterminé la politique allemande, jusqu'à l'entrée en vigueur à l'automne statut d'occupation pour la Trizone appelé aussi "petit statut" pour les trois secteurs berlinois.

## Sources

## Compléments